# Crassinella dupliniana
Crassinella dupliniana is een tweekleppigensoort uit de familie van de Crassatellidae. De wetenschappelijke naam van de soort is voor het eerst geldig gepubliceerd in 1903 door Dall.